# Рупе (община Целе)
Вижте пояснителната страница за други значения на Рупе.
Рупе (на словенски: Rupe) е село в Словения, Савински регион, община Целе. Според Националната статистическа служба на Република Словения през 2015 г. селото има 86 жители.